# Clinopodes flavidus
Clinopodes flavidus är en mångfotingart som beskrevs av Koch 1847. Clinopodes flavidus ingår i släktet Clinopodes och familjen storjordkrypare. Inga underarter finns listade i Catalogue of Life.